# Robert Langenbach
Robert Langenbach is een Nederlands voormalig sportbestuurder. Hij was tussen oktober 2000 en augustus 2006 algemeen directeur van voetbalclub ADO Den Haag. Hiervoor was hij in dienst van de KNVB als medewerker licentiezaken. 
Langenbach had zich zelf als doel gesteld de club structureel naar een hoger plan te brengen. Ook wilde hij zorgen voor een nieuw onderkomen voor ADO Den Haag, wat ook gelukt is. Na bijna zes jaar in dienst van de Haagse club te zijn, maakte Langenbach bekend dat hij per 1 september 2006 bij ADO Den Haag zou vertrekken. 